# Szatanki
Szatanki (deutsch Schattens) ist ein Ort in der polnischen Woiwodschaft Ermland-Masuren. Er gehört zur Gmina Jonkowo (Landgemeinde Jonkendorf) im Powiat Olsztyński (Kreis Allenstein).

## Geographische Lage
Szatanki liegt am Ostufer der Pasłęka (deutsch Passarge) im Westen der Woiwodschaft Ermland-Masuren, 22 Kilometer nordwestlich der Kreis- und Woiwodschaftshauptstadt Olsztyn (deutsch Allenstein).

## Geschichte
Das Gründungsjahr des Gutes Scheten (nach 1572 Schatten) liegt vor 1572. 1785 wird es als „köllmisches Dorf“ im Hauptamt Allenstein, Kreis Heilsberg, mit drei Feuerstellen erwähnt, und bei der Volkszählung am 3. Dezember 1861 wurden vier Wohngebäude mit 29 Einwohnern genannt.
Als 1874 der Amtsbezirk Kockendorf im ostpreußischen Kreis Allenstein errichtet wurde, wurde der Gutsbezirk Schattens eingegliedert. Im Jahre 1910 zählte Schattens 30 Einwohner.
Am 30. September 1928 verlor Gut Schattens seine Eigenständigkeit und wurde nach Alt Kockendorf (polnisch Stare Kawkowo) eingemeindet.
In Kriegsfolge kam 1945 das gesamte südliche Ostpreußen zu Polen. Schattens erhielt die polnische Namensform „Szatanki“ und ist heute Teil der Landgemeinde Jonkowo (Jonkendorf) im Powiat Olsztyński (Kreis Allenstein), von 1975 bis 1998 der Woiwodschaft Olsztyn, seither der Woiwodschaft Ermland-Masuren zugeordnet.

## Kirche
Bis 1945 war Schattens in die evangelische Kirche Allenstein in der Kirchenprovinz Ostpreußen der Kirche der Altpreußischen Union, außerdem in die römisch-katholische Kirche Neu Kockendorf (polnisch Nowe Kawkowo) im Bistum Ermland eingepfarrt.
Der Bezug zu beiden Kirchen besteht auch heute noch für Szatanki: zu der – jetzt mit Namen versehenen – Christus-Erlöser-Kirche in Olsztyn, nun aber der Diözese Masuren der Evangelisch-Augsburgischen Kirche in Polen zugeordnet, und zu  der Pfarrkirche Nowe Kawkowo, die jetzt zum Erzbistum Ermland gehört.

## Verkehr
Szatanki liegt an einer untergeordneten Nebenstraße, die von Lusajny (Luzeinen) an der Woiwodschaftsstraße 530 über die Passargebrücke nach Szatanki und weiter bis nach Gamerki Małe (Klein Gemmern) führt. Ein Bahnanschluss besteht nicht.